# Darbareye Elly
About Elly (br/pt: À Procura de Elly) é um filme de drama iraniano de 2009 , dirigido por Asghar Farhadi. É o quarto filme de Farhadi e trata sobre relacionamentos de classe média no Irã.
Farhadi ganhou o Urso de Prata de Melhor Diretor no 59º Festival Internacional de Cinema de Berlim pelo filme. O filme também foi indicado a 10 prêmios no 27º Festival Internacional de Cinema de Fajr, em Teerã, onde Farhadi ganhou o Crystal Simorgh como melhor direção. À Procura de Elly foi a inscrição oficial do Irã para a competição na seção de filmes estrangeiros no Oscar 2010.

## Enredo
Um grupo de iranianos de classe média, ex-colegas da faculdade de direito, vão ao Mar Cáspio por três dias de férias: Sepideh, seu marido Amir e sua jovem filha; Shohreh, seu marido Peymān e seus dois filhos, incluindo seu filho Arash e Nāzy e seu marido Manuchehr. Sepideh, que planejou a viagem, leva a professora de jardim de infância da filha, Elly, para apresentá-la a Ahmad, um amigo divorciado que veio da Alemanha.
Na mansão à beira-mar que Sepideh reservou, a mulher encarregada diz a eles que os proprietários retornarão no dia seguinte e sugere que eles fiquem em uma vila deserta em frente à praia. Sepideh mente para a velha sobre o relacionamento entre Elly e Ahmad: ela diz que eles são casados e estão em lua de mel.
Elly é um pouco tímida, mas começa a se interessar por Ahmad, que parece ter sentimentos por Elly. Ela liga para a mãe e mente para ela, dizendo que está com seus colegas de trabalho em um resort à beira-mar e que espera voltar a Teerã no dia seguinte, conforme planejado. Sepideh, no entanto, não quer que ela saia e esconde sua bagagem. Uma das mães pede a Elly que observe as crianças brincando à beira-mar. Mais tarde, Arash é encontrado flutuando no mar e Elly não está em lugar algum. Arash é ressuscitado, mas o grupo não sabe se Elly se afogou ou se foi para Teerã. A polícia é chamada, enquanto o grupo continua procurando por Elly. O grupo começa a se culpar pela série de eventos que antecederam seu desaparecimento e sua presença na viagem.
No entanto, as coisas não são o que parecem, pois Sepideh estava mentindo e sabia que Elly estava noiva de um homem chamado Alireza. Como Elly relutava em se casar com Alireza, Sepideh insistiu que ela viajasse para encontrar Ahmad. Elly inicialmente recusou o convite, como uma mulher noiva, mas, após a pressão de Sepideh, acabou aceitando. Alireza chega e ataca Ahmad, depois pergunta a Sepideh se Elly recusou o convite para ir de férias. Sepideh quer proteger a honra de Elly e dizer a verdade, mas, após a pressão dos outros que se sentem ameaçados por Alireza, mente e diz a ele que Elly aceitou o convite sem hesitar.
Na cena dramática, Alireza é mostrado identificando Elly em um necrotério, quebrando em lágrimas.

## Elenco
- Shahab Hosseini como Ahmad
- Golshifteh Farahani como Sepideh
- Taraneh Alidoosti como Elly
- Payman Maadi como Peymān
- Mani Haghighi como Amir
- Merila Zarei como Shohreh
- Ahmad Mehranfar como Manouchehr
- Rana Azadivar como Nāzy
- Saber Abar como Ali-Reza

## Prêmios e indicações
- Urso de Prata de Melhor Diretor Festival de Berlim 2009[2]